# Gustav Ernst zu Erbach-Schönberg (1739–1812)
Gustav Ernst zu Erbach-Schönberg auch Gustav Emil (* 27. April 1739 auf Schloss Schönberg im Odenwald; † 17. Februar 1812 in Zwingenberg an der Bergstraße) war französischer Oberst, preußischer Generalmajor und Graf von Erbach-Schönberg.

## Herkunft
Seine Eltern waren der regierende Graf Georg August zu Erbach-Schönberg (* 16. Juni 1691; † 22. März 1758) und dessen Ehefrau Gräfin Ferdinande Henriette zu Stolberg-Gedern (* 2. Oktober 1699; † 31. Januar 1750). Sein Vater war zudem wirklicher Reichshofrat und Direktor des fränkischen Grafenkollegiums. Sein Bruder war der regierende Graf und österreichische General Karl Eugen zu Erbach-Schönberg.

## Leben
Er wurde im Jahr 1758 französischer Hauptmann. Im Siebenjährigen Krieg kämpfte er auf deren Seite gegen die Preußen. Im Jahr 1768 wurde er Oberst im Infanterie-Regiment Royal Deux Ponts. In den nachfolgenden Jahren arbeitete er mit den Preußen zusammen und konnte zahlreiche Rekruten vermitteln. Als Dank dafür erhielt er am 3. November 1803 vom preußischen König Friedrich Wilhelm III. den Charakter als Generalmajor. Im Jahr 1807 wurde er den Roten Adlerorden ausgezeichnet. Er starb im Februar 1812 in Zwingenberg an der Bergstraße.

## Familie
Er heiratete am 3. August 1782 in Stolberg die Gräfin Henriette Christiane zu Stolberg-Stolberg (*  3. August 1759; † 21. Januar 1816). Das Paar hatte folgende Kinder:
- Ferdinande (* 23. Juli 1784; † 24. September 1848) ⚭ 1804 Ernst Casimir zu Isenburg-Büdingen (* 20. Januar 1781; † 1. Dezember 1852)
- Maximilian (* 7. April 1787; † 1. Juni 1823), Rittmeister im bergischen Husarenregiment
- Karl (* 16. Juli 1788; † 18. März 1803), Leutnant
- Emil Christian (* 2. Dezember 1789; † 26. Mai 1828)[1], österreichischer Major

⚭ Gräfin Marie zu Erbach-Schönberg (* 1787; † 19. August 1825), Tochter von Karl Eugen zu Erbach-Schönberg
⚭ Johanne Henriette Philippine zu Hohenlohe-Langenburg (* 8. November 1800; † 12. Juli 1877), Tochter von Karl Ludwig zu Hohenlohe-Langenburg
- Gustav (* 18. März 1791; † 18. Oktober 1813) gefallen bei Leipzig
- Ludwig (* 1. Juli 1792; † 18. August 1863), Großherzoglich hessischer Generalleutnant

⚭  Gräfin Caroline von Gronsfeld-Diepenbrock (1802–1852)
⚭  Gräfin Henriette Christiane von Gronsfeld-Diepenbrock
- Auguste Mariane (* 17. Oktober 1793; † 18. Februar 1812)
- Luise Amalie (* 9. August 1795; † 22. Juni 1875) ⚭ 1824 Graf Karl zu Solms-Rödelheim (1790–1844), Eltern von Maximilian zu Solms-Rödelheim